# Daniel Domínguez
Pour les articles homonymes, voir Domínguez.
Domínguez  Barragán est un nom espagnol. Le premier nom de famille, en général paternel, est Domínguez ; le second, en général maternel, souvent omis, est Barragán.
Daniel Domínguez Barragán (né le 16 juin 1985 à Grenade, en Andalousie) est un coureur cycliste espagnol.

## Palmarès
- 2007
  - 1re étape du Tour d'Ávila
- 2014
  - 4e étape du Tour de Zamora
- 2016
  - Gran Premio Comarca de Polopos[1]
  - 2e du Tour de Tenerife
- 2017
  - Gran Premio Comarca de Polopos
  - Tour de Zhong Yuan
  - Tour de Jianghuai
- 2018
  - Gran Premio Comarca de Polopos
  - 2e étape du Tour d'Almería
- 2019
  - Gran Premio Comarca de Polopos

## Classements mondiaux
| Année           | 2013   | 2014 | 2015 | 2016 | 2017 |
| --------------- | ------ | ---- | ---- | ---- | ---- |
| UCI Europe Tour | 1 152e |      |      |      |      |
| UCI Asia Tour   |        |      |      |      | 152e |